# Sao Đỏ Beograd
Câu lạc bộ bóng đá Sao Đỏ (Kirin Serbia: Фудбалски клуб Црвена звезда, IPA: [fûdbalskiː klûːb tsř̩ʋenaː zʋěːzda]), thường được biết đến với tên gọi Sao Đỏ Beograd (tiếng Serbia: Црвена звезда Београд, đã Latinh hoá: Crvena zvezda Beograd) hoặc đơn giản là Sao Đỏ, là một câu lạc bộ bóng đá chuyên nghiệp của Serbia có trụ sở tại Beograd. Họ là câu lạc bộ Serbia và Nam Tư duy nhất giành chức vô địch Cúp C1 châu Âu, đạt được thành tích này vào năm 1991, và là đội bóng duy nhất vô địch Cúp bóng đá liên lục địa, cũng vào năm 1991. Với 30 chức vô địch quốc gia, 24 cúp quốc gia, 2 siêu cúp quốc gia và 1 cúp liên đoàn giữa các giải đấu Serbia và Nam Tư, Sao Đỏ là câu lạc bộ thành công nhất ở Nam Tư và Serbia. Kể từ mùa giải 1991–92, thành tích tốt nhất của Sao Đỏ là ở vòng bảng UEFA Champions League và vòng đấu loại trực tiếp UEFA Europa League.

## Thế hệ vô địchCúp C1 châu Âu
| Thủ môn: - Milić Jovanović - Željko Kaluđerović - Stevan Stojanović (Đội trưởng) |  | Hậu vệ: - Miodrag Belodedić - Slobodan Marović - Ivica Momčilović - Ilija Najdoski - Duško Radinović - Refik Šabanadžović |  | Tiền vệ: - Vladimir Jugović - Siniša Mihajlović - Robert Prosinečki - Rade Tošić - Dejan Savićević - Vlada Stošić |  | Tiền đạo: - Dragiša Binić - Vladan Lukić - Darko Pančev |

Huấn luyện viên: Ljupko Petrović